# Kaori Natori
Kaori Natori (jap. 名取香り Natori Kaori; * 3. September 1982 in Kinshicho) ist eine aus Tokio stammende japanische J-Pop-Sängerin.

## Werdegang
Sie wird von Stardust Music gemanagt und arbeitet derzeit unter dem Label chimera energy der Firma Universal Music Japan. Ihre Karriere begann 2005 mit der Single Gentleman, die Platz 140 der japanischen Charts erreichte. Ab ihrer vierten Single Goodbye gelang ihr nie mehr der Sprung in die Singlecharts. Ihr Debütalbum perfume, das im Mai 2006 veröffentlicht wurde, erreichte Platz 138 der Charts. Sie wirkte im Februar 2008 bei einem Werbespot für Sony Ericsson mit.
Seit 2010 ist Kaori Natori Sängerin der Hip-Hop/Reggae Band Spontania. Als Mitglied der Band tritt sie unter dem Namen 'Kaori' (in Rōmaji) auf.

## Diskografie

### Studioalben
| Jahr | Titel   | Höchstplatzierung, Gesamtwochen, AuszeichnungChartsChartplatzierungen (Jahr, Titel, Platzierungen, Wochen, Auszeichnungen, Anmerkungen) | Anmerkungen                        |
| Jahr | Titel   | JP | Anmerkungen                        |
| ---- | ------- | --- | ---------------------------------- |
| 2006 | Perfume | JP138 (2 Wo.)JP | Erstveröffentlichung: 24. Mai 2006 |

### Singles
| Jahr | Titel Album            | Höchstplatzierung, Gesamtwochen, AuszeichnungChartsChartplatzierungen (Jahr, Titel, Album, Platzierungen, Wochen, Auszeichnungen, Anmerkungen) | Anmerkungen                                                 |
| Jahr | Titel Album            | JP | Anmerkungen                                                 |
| ---- | ---------------------- | --- | ----------------------------------------------------------- |
| 2005 | Gentleman –            | — | Erstveröffentlichung: 26. Januar 2005 Verkäufe JP: + 1.586  |
| 2005 | Player –               | — | Erstveröffentlichung: 18. Mai 2005 Verkäufe JP: + 690       |
| 2005 | Darling –              | — | Erstveröffentlichung: 14. September 2005 Verkäufe JP: + 445 |
| 2006 | Goodbye –              | — | Erstveröffentlichung: 1. Februar 2006 feat. Nao’ymt         |
| 2006 | Lovespace –            | — | Erstveröffentlichung: 19. April 2006                        |
| 2006 | Stay –                 | — | Erstveröffentlichung: 30. August 2006                       |
| 2006 | This Time –            | — | Erstveröffentlichung: 6. Dezember 2006                      |
| 2007 | Shawā o Abiru Mae ni – | — | Erstveröffentlichung: 22. August 200                        |
| 2007 | Subete ga Aru Basho –  | — | Erstveröffentlichung: 5. Dezember 2007                      |